# مكلارين إيلفا
مكلارين إيلفا هي سيارة بريطانية محدودة من تصنيع شركة مكلارين البريطانية.